# Pintura del Cinquecento

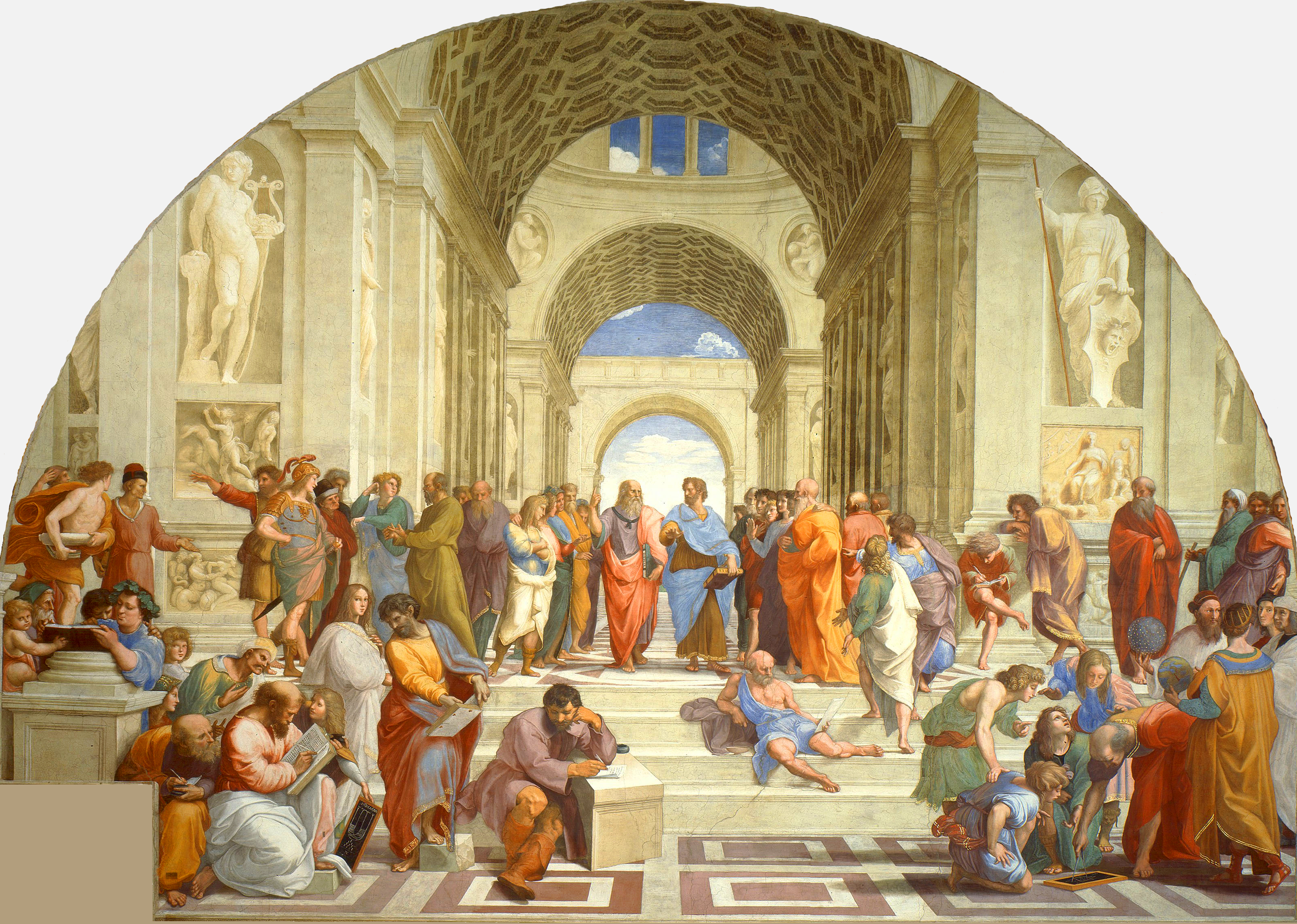
La escuela de Atenas, fresco de Rafael en las estancias del Palacio Apostólico de la Ciudad del Vaticano, es un ejemplo cumbre del Alto Renacimiento. En un marco arquitectónico clasicista, que recuerda a las obras de Bramante, el centro de la composición lo ocupan las figuras de Platón y Aristóteles.

La pintura del Cinquecento supone la cumbre del  Renacimiento italiano. Se desarrolló, como su nombre indica, en la Italia del siglo XVI, pero no abarca toda la pintura de ese siglo, sino solamente la del primer tercio, ya que el clasicismo y el equilibrio propios de este Alto Renacimiento desaparecen a partir de la década de los veinte. Para el período 1520-1600 se prefiere usar el término de Pintura manierista. Representan la cumbre del renacimiento tres maestros de la escuela florentina que, sin embargo, destacarán por sus trabajos en otras ciudades, especialmente Roma: Leonardo da Vinci, Miguel Ángel Buonarroti y Rafael Sanzio.

## Características generales
Con respecto a la pintura del Quattrocento, se ha producido un avance notable. Sigue trabajándose sobre todo temática religiosa, pero se tratan también otros temas. Los pintores ya no se obsesionan con la perspectiva lineal y geométrica, sino que procuran una mayor naturalidad en sus obras. Alcanzan así un clasicismo que expresa un mundo en orden y perfectamente equilibrado entre fuerzas aparentemente contrapuestas como la dualidad entre lo real y lo irreal o el movimiento y el reposo. Rafael y las obras de juventud de Miguel Ángel ejemplifican esta serenidad ideal, buscando el modelo ideal que subyace a las formas naturales del cuerpo humano.
El rigor en la composición, con tendencia a adoptar formas piramidales, producen esa sensación de orden y equilibrio. Las figuras se colocan por lo tanto, dentro de un claro triángulo, relacionándose entre ellas por las miradas y las manos.
Generalmente, los grandes maestros tienden a dar más importancia al dibujo que al color. Solo en las pinturas de Leonardo alcanzan también una proporción adecuada el énfasis en uno u otro aspecto; la preponderancia del color sobre el dibujo es típica, sin embargo, de la escuela veneciana. Quedan así caracterizados los dos centros pictóricos en torno al año 1500: por un lado Roma donde predomina la preocupación por el dibujo y la forma, que alcanza dimensiones escultóricas y colosales en Miguel Ángel; y por otro lado Venecia, donde se prefiere el color. Florencia pues ha perdido, tras la caída de los Médicis y las prédicas de Savonarola, el papel protagonista que había tenido el siglo anterior. En paralelo, el dibujo va perdiendo preeminencia, a medida que los contornos se van difuminando, con lo que se logra un claroscuro de luces y sombras que permiten modelar suavemente las figuras para que aparezcan más redondeadas. De esta manera se logra una mayor sensación de volumen y, en el paisaje, la profundidad de la perspectiva aérea o cromática, por contraposición a la estricta perspectiva geométrica propia del Quattrocento. Para conseguir este volumen se utilizan, además, otras técnicas, como la de colocar un brazo por delante de la persona retratada, lo que inmediatamente sitúa el tronco del retratado en un segundo plano. Esto se ve en La Gioconda, lo mismo que en el Autorretrato de Durero del Prado.
Esta característica se relaciona con otra circunstancia que permite diferenciar a los cuadros del Cinquecento de los del Quattrocento: el uso de la luz. En los cuadros de Botticelli, por ejemplo, la luz era directa, resultando un dibujo un poco plano, de manera que parecía vivir siempre en una eterna primavera. En cambio, apenas una generación después, la luz incide de manera distinta, creando sombras que aportan mayor realidad y perspectiva. No son ya escenas vibrantes y luminosas, sino que aparece la neblina o el crepúsculo.
Al lograr ese perfecto equilibrio en tan solo una generación, se cerraban las vías hacia un nivel más alto o una nueva creatividad, porque no era posible mejorar la perfección. De este modo, los altos niveles conseguidos por Leonardo, Rafael y Miguel Ángel no podían mejorarse y sí tratar de imitar una y otra vez, pintando los artistas posteriores a la maniera (esto es, «con el estilo») de esos grandes maestros del Alto Renacimiento, que es lo que se ha dado en llamar el Manierismo o «Renacimiento tardío» (1520-1600). En esa segunda mitad del siglo XVI el arte se hace caprichoso, se toman temas alegóricos, muchas veces de difícil comprensión. Se pierde la sensación de orden, equilibrio y serenidad, sustituida por otra de nerviosismo y desequilibrio: el Manierismo anticipa claramente el Barroco.
Varias circunstancias concurren para acrecentar esa crisis del Alto Renacimiento que hizo surgir el Manierismo. No solo el agotamiento del modelo en las obras de los grandes maestros, que parece imposible de superar o introducir nada nuevo en ellos. También hay un agotamiento del ideal humanístico, ya que los conocimientos preestablecidos encuentran su contraste en los nuevos descubrimientos, geográficos y científicos. La propia Roma, centro neurálgico del Alto Renacimiento, se ve atacada por los imperiales en el año 1527 (Saco de Roma), lo que produjo una dispersión de los pintores por toda Italia. A ello se le une la progresiva crisis económica en toda Europa. El orden de la Cristiandad, que llegó incluso en el siglo XV a creer posible una unidad con los cristianos de Oriente, se rompe en pedazos con la Reforma protestante, lo que llevó a un repliegue ideológico del sur de Europa a los estrictos principios católicos (el Concilio de Trento y la Contrarreforma en la segunda mitad del siglo).
Entre el Alto Renacimiento y el Manierismo se puede situar la escuela veneciana. La crisis económica y espiritual tarda más en afectarle. Pero su sensualidad, cromatismo y luminosidad acaba haciendo de ella también clara antecesora de la pintura barroca.

## Los grandes maestros

### Leonardo da Vinci

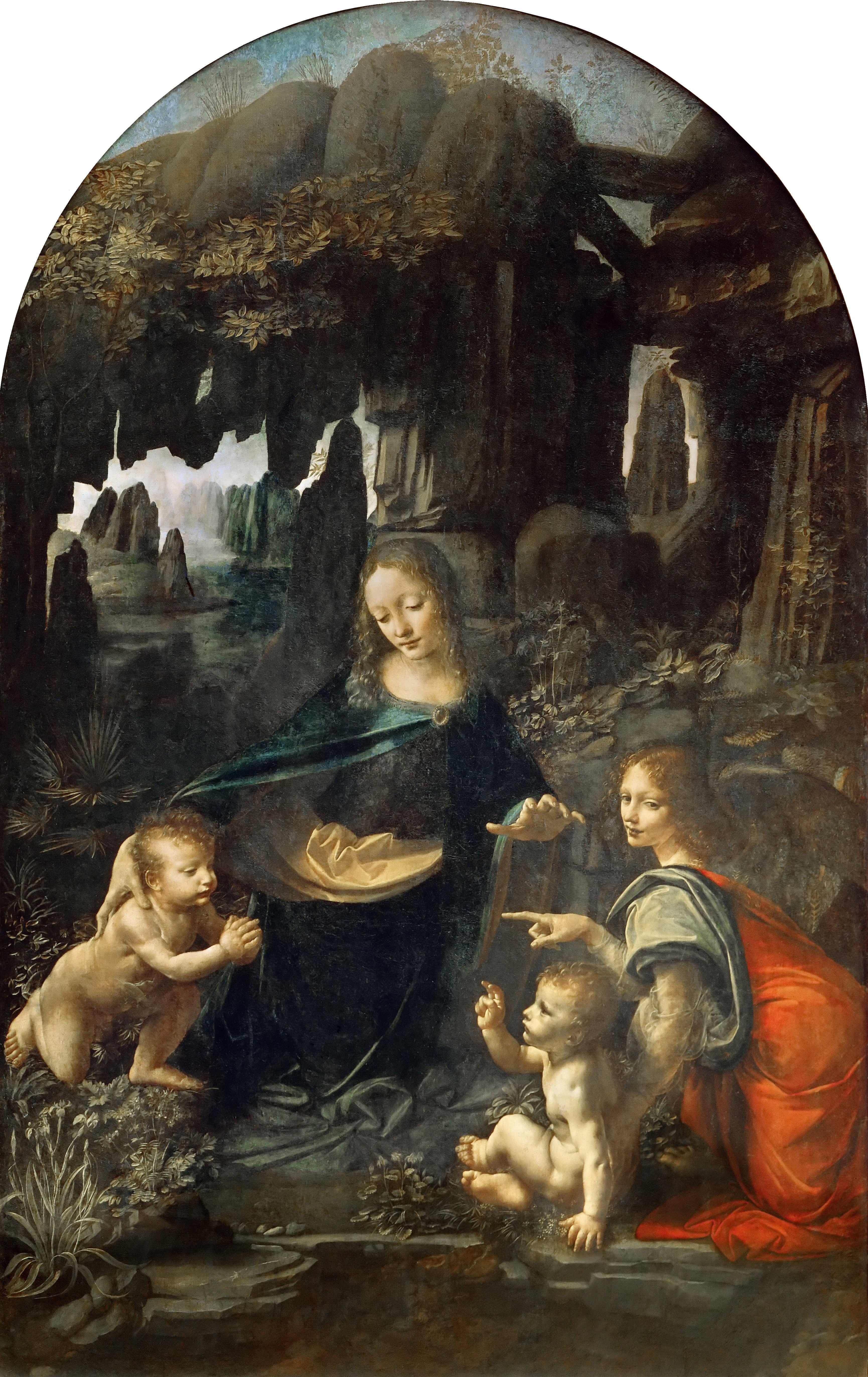
La Virgen de las Rocas, de Leonardo da Vinci, 1483, Museo del Louvre.

Leonardo Da Vinci (1452-1519) encarna al hombre renacentista por antonomasia, por las muy diversas formas del saber que atrajeron su atención. Como pintor, es la figura que ejemplifica el tránsito del Quattrocento al Cinquecento. Sus obras no son realmente muchas, pero sí de gran trascendencia para la historia de la pintura. Destaca su contribución con la técnica del esfumado, consistente en difuminar las sombras de la persona pintada hasta que se confundan con el fondo oscuro. De esta manera desaparecen los marcados perfiles propios del Quattrocento. Gracias a estos contrastes de luces y sombras se logra una impresión de profundidad. El dibujo preciso da paso a un uso del color para transmitir la sensación de profundidad. Sus paisajes, envueltos en una atmósfera neblinosa, y en los que se ha logrado la sensación de profundidad gracias a las gradaciones de color, están dotados así de un encanto misterioso. Igualmente enigmática es la típica sonrisa que da a sus personajes, un poco ambigua, que no transmite con precisión cuál es el estado de ánimo del retratado. El ejemplo máximo de este rasgo es La Gioconda.
Otra obra emblemática de Leonardo es La última cena que realizó para Santa María de las Gracias cuando estuvo al servicio de Ludovico Sforza en Milán. Vasari detalla de qué manera trabajaba Leonardo, con gran minuciosidad, muy lento, estudiando cada pincelada. De ahí que su producción sea tan limitada, y parte de ella inconclusa. Su gran proyecto para Florencia, un fresco con la Batalla de Anghiari en la sala del Palazzo Vecchio se cree que no se llegó a ejecutar; en cualquier caso, a tiempos modernos solo han llegado copias de su dinámica composición. Dentro de su producción religiosa, destacan La Virgen de las Rocas y la Virgen y Santa Ana, obras de rigurosa y equilibrada composición triangular en las que puede apreciarse el típico claroscuro leonardesco.

### Miguel Ángel

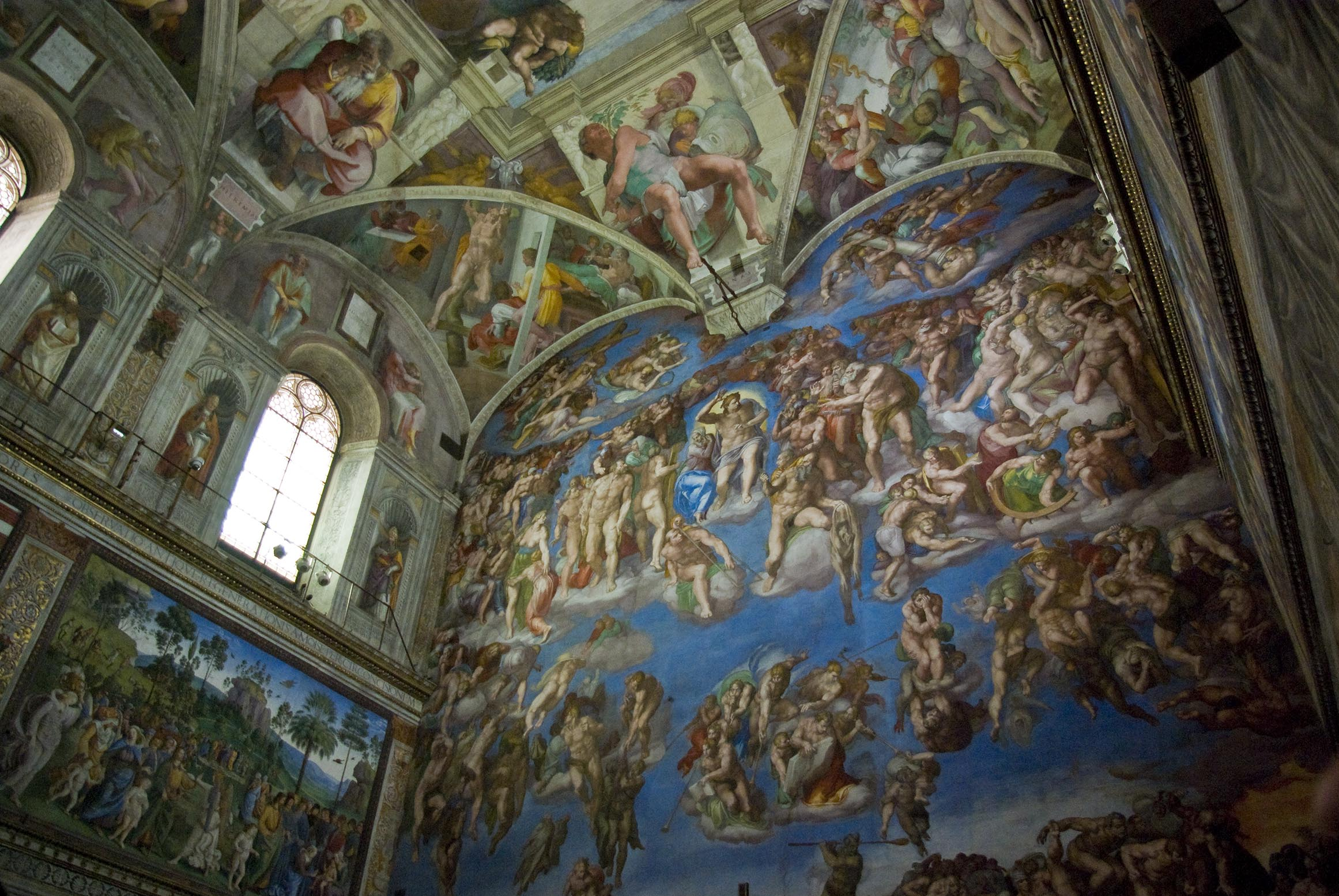
Vista de la Capilla Sixtina, con parte de la bóveda (1508-1512) y el Juicio Final (1533-1540), obras de Miguel Ángel.

Miguel Ángel (1475-1564) nació en un lugar y pertenece a una generación posterior a Leonardo. Es el artista más completo del Alto Renacimiento, pues realizó obras escultóricas, pictóricas y arquitectónicas.
Su obra cumbre como pintor son los frescos que realizó en la Capilla Sixtina: primero la bóveda (1508-1512) y veinte años después el Juicio Final (1533-1540). Las diferencias de estilo entre una y otra composición evidencian el tránsito del Alto Renacimiento al Manierismo. En la bóveda se representan las tres artes: gracias a la pintura, las figuras parecen auténticas esculturas que se enmarcan en una arquitectura ficticia de pilastras y cornisas. Aunque de dimensiones sobrehumanas, en la bóveda sigue primando la serenidad, la perfección, el equilibrio clásico. Distinto es el Juicio Final del testero, composición abigarrada y nerviosa, plena de dramatismo y pesimismo.

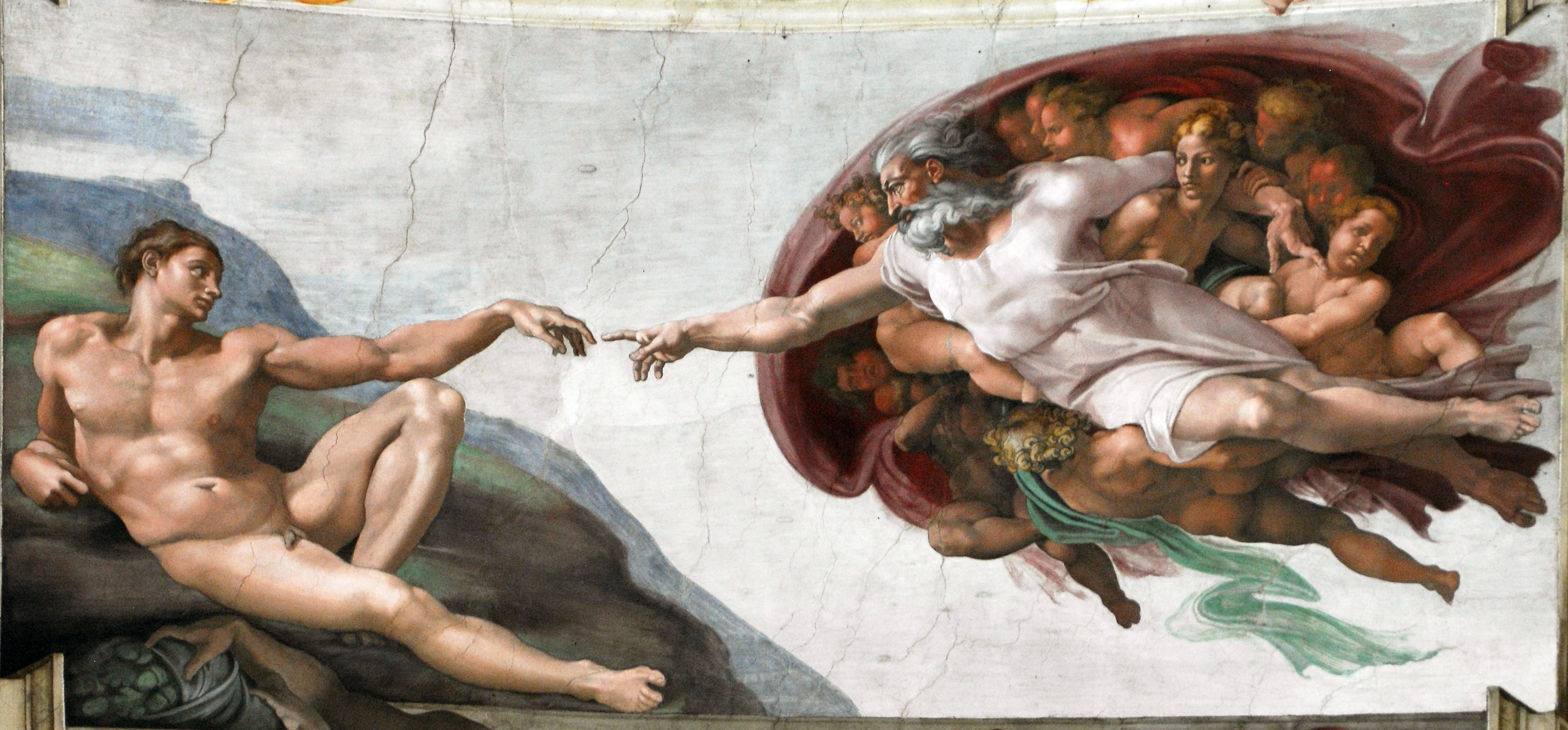
La creación de Adán, detalle de la Bóveda de la Capilla Sixtina, fresco restaurado.

Sus obras reflejan la terribilità, una fuerza dramática y enérgica que desprenden. Al mismo tiempo, su trabajo en la Capilla Sixtina es complejo, pues no hay una idea o proporción común a todos los frescos, sino que hay diferentes puntos de vista y de tamaños, hablándose entonces de una «multiperspectiva». Predomina en esta obra la representación anatómica de la figura humana en detrimento del paisaje, que nada interesa a Miguel Ángel. Y todo ello a través sobre todo del dibujo y la forma, el volumen, sin que tampoco haya en Miguel Ángel especial cuidado por el cromatismo. No son composiciones rígidas, sino que las posturas, las torsiones, la composición de los personajes, transmiten la idea de dinamismo y fuerza que lo alejan de la reposada serenidad del Alto Renacimiento y lo aproximan inexorablemente al dramatismo manierista y luego barroco.
La influencia de Miguel Ángel en el desarrollo posterior de la figura es enorme. Las posturas de sus figuras, su dinamismo, los escorzos a veces imposibles, el ilusionismo de sus arquitecturas, todo ello se transmitirá al manierismo y llegará hasta el Barroco.

### Rafael

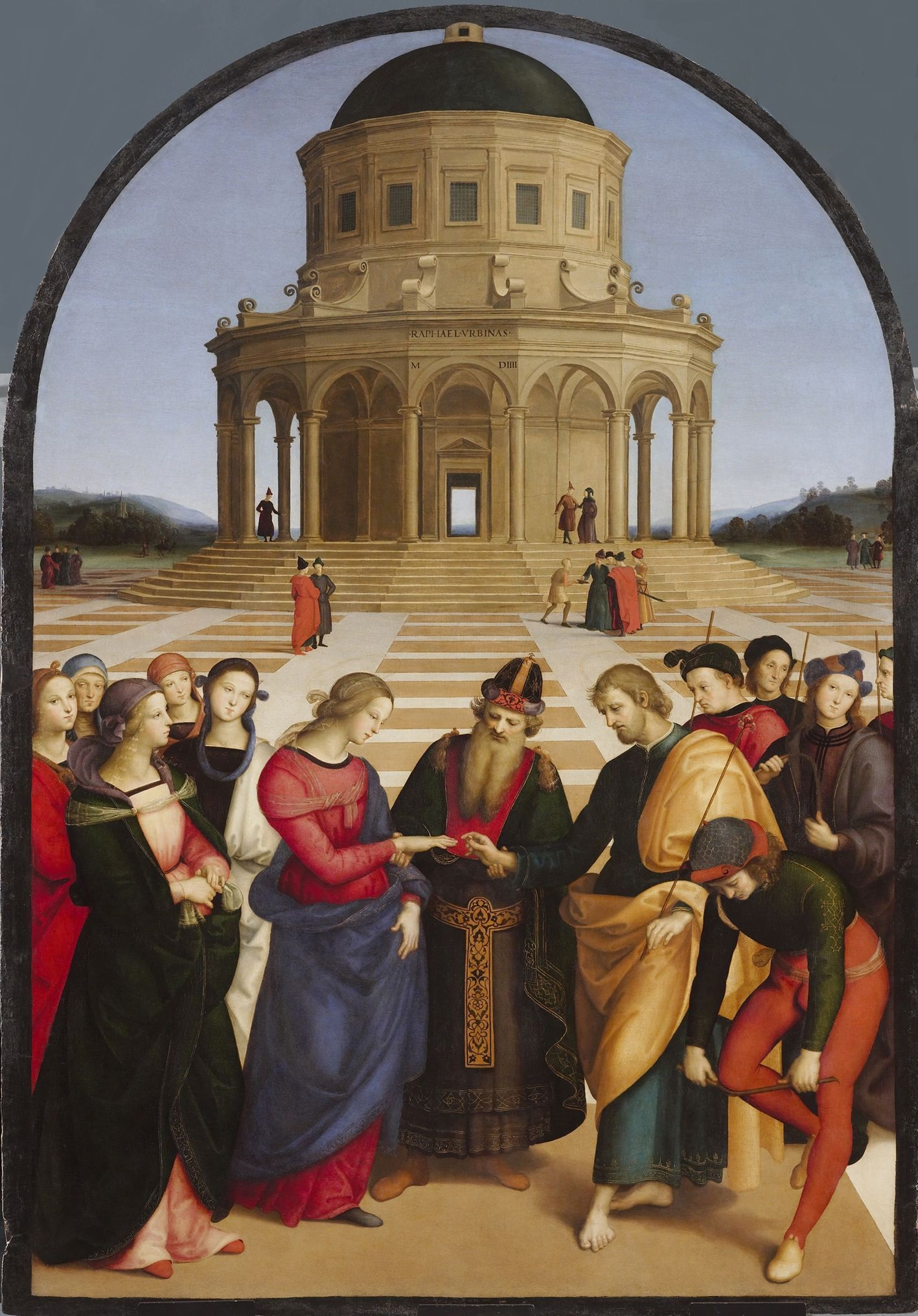
Los desposorios de la Virgen, obra de Rafael (1504), que evidencia la influencia de Perugino.

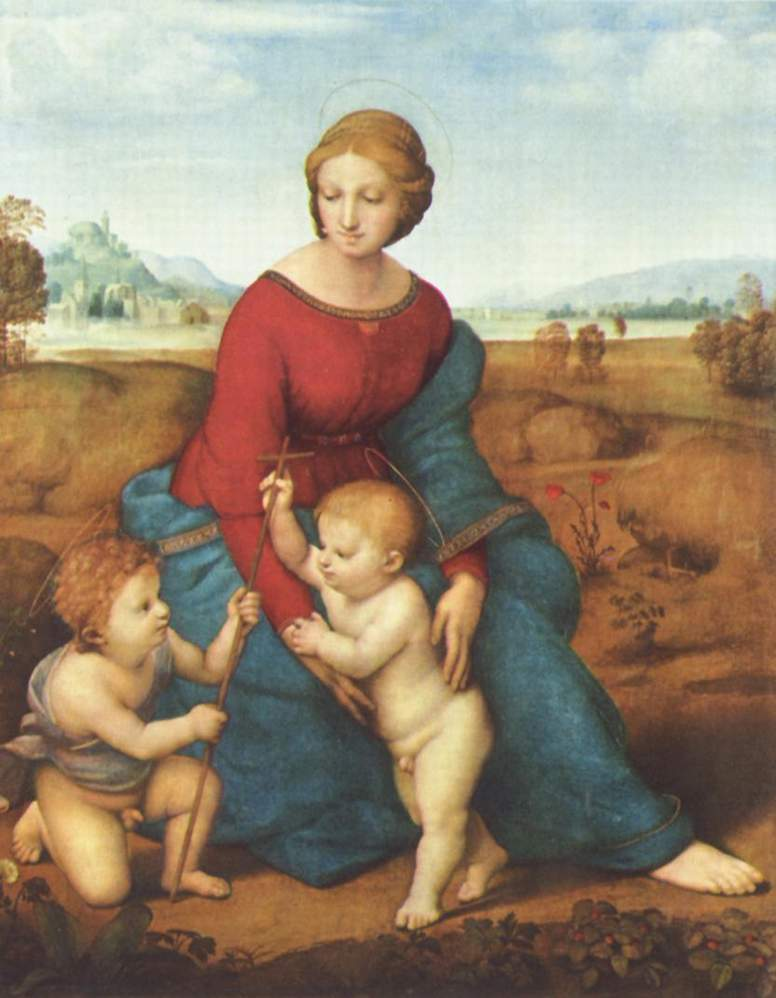
La Virgen del prado (1505-1506) obra de Rafael con claros rasgos leonardescos, como la composición triangular y la suave gradación de luces y sombras.

Posiblemente sea Rafael (1483-1520), el más joven de los tres, quien mejor represente la idea de equilibrio y orden en la pintura renacentista. Cristalizan en él las ideas clasicistas propias del humanismo y la mesura y proporción que pretenden reflejar el ideal. Aunque tuvo una vida más corta que los otros grandes maestros, su obra es más copiosa en la medida en que se centró más en la pintura, y contó con la ayuda de un amplio taller.
Se puede apreciar en Rafael la existencia de diversos momentos, pues iba sintetizando las diversas influencias que recibía, y las asimilaba como algo propio que iba añadiendo a su estilo. En sus primeras obras es obvia la influencia de Perugino, en la suavidad de sus personajes, enmarcados en composiciones geométricas que lograban sensación de profundidad mediante planos paralelos; sus Desposorios de la Virgen, por ejemplo, son claro trasunto de obras análogas de su maestro, como otros Sposalizio della Vergine o Jesús entrega las llaves a san Pedro, en el Palacio Apostólico de la Ciudad del Vaticano.
Más tarde, Rafael estuvo en Florencia, y allí la influencia de Leonardo dan un toque de delicadeza a sus Vírgenes, con suaves sonrisas y modeladas con el claroscuro típicamente leonardesco; copia la composición triangular de Leonardo en numerosas Madonnas. La aportación más original de Rafael es su concepción espacial, al lograr transmitir sensación de profundidad y amplitud.
Cuando se instala en Roma en 1508, entra en contacto con la obra de Miguel Ángel. La grandiosidad de sus representaciones en la bóveda de la Capilla Sixtina, y ello dota a la obra de Rafael de una mayor fuerza y monumentalidad. A esta época pertenecen las Estancias de Rafael del Palacio Apostólico de la Ciudad del Vaticano, con contenido desigual en la medida que pasaban los años y el estilo se iba amanerando. Algunos frescos son propios de Rafael, mientras que en otros se ve más la mano de su taller, en particular de Julio Romano. Así, la Sala de la Signatura es pleno Cinquecento, auténtico Alto Renacimiento en estado puro, en cambio, el dinamismo y el desequilibrio aparecen en La expulsión de Heliodoro del templo o en El incendio del Borgo, con mayor dramatismo y violencia. El nerviosismo y la asimetría característicos del Manierismo se ven en su última obra, inacabada, la Transfiguración, con esos dos planos diferentes: el celestial y el terrenal, tratados también de manera distinta.

## Otros maestros
A caballo entre el Alto Renacimiento y el Manierismo se encuentra la escuela veneciana. Precisamente las características propias de esta escuela hace difícil enmarcarlas en categorías comunes con las producciones pictóricas de Florencia o Roma.
Las obras finales de Giovanni Bellini (h. 1430-1516) muestran una asunción de los principios clasicistas del Cinquecento, superando su producción anterior, típicamente cuatrocentista.
En Venecia el color y la luz prevalecen sobre el dibujo y la forma. Se da mucha más importancia a la representación de la naturaleza que en los maestros de la escuela florentina. El paso decisivo, en estos momentos iniciales del siglo XVI, lo da Giorgione (h. 1477/78-1510). Giorgione, en obras como la Venus dormida (h. 1510), lo mismo que Durero con la Adoración de la Trinidad (1511) o los Cuatro apóstoles (1526), logra una sensación tal de plenitud, de modelo perfeccionado e ideal, similar a las obras de Leonardo o Miguel Ángel, que parece difícil de superar. Pero a diferencia de estos maestros florentino-romanos, Giorgione consiguió con su "descubrimiento" de la naturaleza, aportar un rasgo nuevo que permitió el trabajo de maestros posteriores de calidad, aunque se suelen enmarcar dentro del manierismo: Tiziano (que en realidad es su contemporáneo, pero que tuvo una gran longevidad), Tintoretto y el Veronés. Las obras de Tiziano ya no demuestran un estilo renacentista, sino algo más barroco, el manierismo.
Junto a ellos, cabe citar a maestros menores, seguidores de los grandes artistas florentinos, y que ya elaboran sus obras a la maniera de sus maestros. Así, Leonardo tuvo imitadores especialmente gracias a su etapa milanesa: Boltraffio, Andrea Solari (Solario) o Bernardino Luini. Discípulos inmediatos de Rafael fueron Giovanni da Udine, Julio Romano y Perino del Vaga. Tras el saco de Roma (1527) marcharon a diversos puntos de Italia, difundiendo el estilo de Rafael con características ya manieristas.
Miguel Ángel tuvo una enorme influencia durante el Manierismo y el Barroco sin que pueda señalarse sin embargo, una clara escuela de discípulos. Únicamente cabe mencionar a Daniele da Volterra, a quien correspondió tapar las desnudeces de la Capilla Sixtina, consideradas impropias en la época contrarreformista.